# یوایچی، هوکایدو
یوایچی، هوکایدو (به لاتین: Yoichi, Hokkaido) یک منطقهٔ مسکونی در ژاپن است که در Shiribeshi Subprefecture واقع شده‌است. یوایچی  ۱۹٬۶۹۸ نفر جمعیت دارد.